# Битка код Хабартова
Битка код Хабартова (чеш. Bitva o Habartov) је била једна од битака пре Минхенског споразума током Судетске кризе 1938. У чешкој историографији се сматра једном од првих битака у Другом светском рату. Битка се водила између чехословачких жандара и наоружаних судетсконемачких трупа.
Хабартов, који је пре рата познат по немачком називу Хаберспирк, се налази у западном делу Чешке, у бившим Судетима. 1938. је тамо живело 3135 становника, од њих је 207 било Чеха. Током читаве 1938. године су у локалну станицу жандармерије стигла бројна анонимна писма са претњама. 12. септембра 1938. су раскрнице у градићу заузеле трупе наоружаних судетских Немаца (Орднера). Већ сутрадан је дошло до првог инцидента, када се на локалној цркви појавила застава нацистичке Немачке са кукастим крстом. Када су два жандара пробали увести ред и мир у градићу и скинути заставу, појавила се велика група Немаца и пратила их на путу у жандарску станицу. После неколико сати њене опсаде ушли су унутра и почела је пуцњава. У њој су настрадали чехословачки жандар Јан Коукол и Немац Ото Плас. Један од жандара је био рањен. Немци су узели таоце и тражили су да жандари прекину ватру. После тога су се жандари предали Немцима, али у 14 сати су стигле нове жандарске трупе и наставиле борбу, у којој су чехословачки жандари победили.
Ова борба је значила почетак немира у судетској регији у Чехословачкој. После ње је следило још неколико наоружаних напада од стране Немаца и чехословачка армија је морала да шаље своје трупе у различите градове према немачкој граници. Сама граница је била затворена и на прелазима су постављене барикаде. Затегнута ситуација је приморала западне силе да започну преговоре са владом у Прагу да се ситуација смири. 23. септембра су Чехословаци објавили општу мобилизацију. Иако је морал чехословачких јединица био велик, у то време није дошло до отвореног насиља, јер већ недељу дана касније је био потписан Минхенски споразум који је значио уступање граничне територије нацистичкој Немачкој.